# Eli'ezer Melamed
Rabi Eli'ezer Melamed (hebrejsky אליעזר מלמד‎) (narozený 1961 v Jeruzalémě) je izraelský rabín a autor souboru halachických sbírek Perly halachy (פניני הלכה‎).

## Biografie
Narodil se jako syn významného rabína Zalmana Barucha Melameda. Studoval mimo jiné na ješivě Merkaz ha-rav. Rabínem byl ordinován ve věku 26 let. V současnosti je rabínem obce (osady) Har Bracha a roš ješiva tamtéž.
Je ženatý s Inbal, dcerou malíře Tuvji Kace. Mají spolu 13 dětí.